# Views
Views is het vierde studioalbum van de Canadese rapper Drake, dat op 29 april 2016 in première ging. Het album werd uitgebracht door Young Money Entertainment, Cash Money Records en Republic Records. Het album werd voornamelijk geproduceerd door Drakes vaste producer 40, samen met onder andere Nineteen85, Kanye West, Jordan Ullman en meer. Views werd ondersteund door vijf singles: "Hotline Bling", "One Dance" met Wizkid en Kyla, "Pop Style" met The Throne (Kanye West en Jay-Z), "Controlla" en "Too Good" met Rihanna.
Views werd door recensenten met lauwe recensies onthaalt.

## Tracklist
| 1.                 | Keep the Family Close          | Maneesh Bidaye                                 | 5:28 |
| 2.                 | 9                              | 40, Boi-1da, Morgan                            | 4:15 |
| 3.                 | U with Me?                     | 40, West, DJ Dahi, Riera, Axlfolie, Vinylz, OZ | 4:57 |
| 4.                 | Feel No Ways                   | Ullman, 40, West                               | 4:00 |
| 5.                 | Hype                           | Boi-1da, Nineteen85, The Beat Bully, Cubeatz   | 3:29 |
| 6.                 | Weston Road Flows              | 40, Stwo                                       | 4:13 |
| 7.                 | Redemption                     | 40                                             | 5:33 |
| 8.                 | With You (met PartyNextDoor)   | Murda Beatz, Nineteen85                        | 3:15 |
| 9.                 | Faithful (met Pimp C en Dvsn)  | 40, Boi-1da, Nineteen85                        | 4:50 |
| 10.                | Still Here                     | Daxz, 40, Bidaye                               | 3:09 |
| 11.                | Controlla                      | Boi-1da, Supa Dups, Ritter, Di Genius          | 4:05 |
| 12.                | One Dance (met Wizkid en Kyla) | Nineteen85, 40, Wizkid, DJ Maphorisa           | 2:54 |
| 13.                | Grammys (met Future)           | Southside, Cardo, Yung Exclusive               | 3:40 |
| 14.                | Childs Play                    | Metro Boomin, Ullman, Nineteen85               | 4:01 |
| 15.                | Pop Style                      | Sevn Thomas, Frank Dukes, Boi-1da              | 3:32 |
| 16.                | Too Good (met Rihanna)         | Nineteen85, Supa Dups                          | 4:23 |
| 17.                | Summers Over Interlude         | Bidaye                                         | 1:46 |
| 18.                | Fire & Desire                  | 40, Hagler, Jordan Lewis                       | 3:58 |
| 19.                | Views                          | Bidaye, 40, Boi-1da                            | 5:11 |
| 20.                | Hotline Bling (bonus track)    | Nineteen85                                     | 4:27 |
| Totale duur: 81:14 |                                |                                                |      |